# Hoàng Viết Quang
Hoàng Viết Quang là một sĩ quan cấp cao trong Quân đội nhân dân Việt Nam, hàm Thiếu tướng, từng giữ chức Phó Cục trưởng Cục Tác chiến, Bộ Tổng Tham mưu.

## Tiểu sử binh nghiệp
Năm 2012, ông được bổ nhiệm giữ chức Phó Cục trưởng Cục Tác chiến, Bộ Tổng Tham mưu
Thiếu tướng (2014)